# Ciemnik
Ciemnik (deutsch Temnick) ist ein Dorf bei Ińsko (Nörenberg) in der polnischen Woiwodschaft Westpommern, Powiat Stargardzki (Kreis Stargard).

## Geographische Lage
Ciemnik liegt in Hinterpommern, etwa fünf Kilometer südlich von Ińsko, 37 Kilometer östlich von Stargard (Stargard in Pommern) und 66 Kilometer östlich der regionalen Metropole Stettin.

## Geschichte
Vor 1945 gehörte das Dorf zur Provinz Pommern und hieß Temnick. Ursprünglich war es ein Rittergut, dessen Besitzer gegenüber den pommerschen Herzögen lehenspflichtig war. Nach dem Aussterben der pommerschen Herzöge kaufte es im 17. Jahrhundert Adam Sigismund von Delitz, und es war anschließend ein Stammsitz der Familie Delitz. 1789 wurde das Gut von Berend Ludwig von Delitz verkauft und von einem anderen Besitzer übernommen.
Die Region, in der die Ortschaft liegt, wurde nach Ende des Zweiten Weltkriegs zusammen mit ganz Hinterpommern unter polnische Verwaltung gestellt.
Das Dorf hat heute etwa 160 Einwohner.

## Sohne und Töchter des Ortes
- Friedrich von Delitz (1789–1848), preußischer Generalmajor und Kommandeur des 36. Infanterie-Regiments